# Forest-Den-Nationalpark
Der Forest-Den-Nationalpark (engl.: Forest Den National Park) ist ein Nationalpark im Zentrum des australischen Bundesstaates Queensland.

## Lage
Er liegt 991 Kilometer nordwestlich von Brisbane, 170 Kilometer nördlich von Barcaldine und 180 Kilometer südöstlich von Hughenden.

## Landesnatur
Mitten im halbtrockenen Hügelland des östlichen Queensland gelegen sind die permanent gefüllten Billabongs (deutsch: Wasserlöcher) des Parks wichtig. Der Torrens Creek, ein Nebenfluss des Cooper Creek, durchfließt den Park von Norden nach Süden. Über 100 Jahre lang wurde das Gelände des Parks als Weideland genutzt, wovon man heute nur noch einige Reste von Zäunen sieht.

## Flora und Fauna
Rund um die Billabongs hat sich Eukalyptuswald angesiedelt, insbesondere River Red Gum (Eucalyptus camaldulensis) und Coolibah (Eucalyptus coolabah). Ursprünglich wurde der Park gegründet, um die Stände von Black Gidgee (Acacia pruinocarpa) am westlichen Rand ihres Ausbreitungsgebietes zu sichern.
An den Billabongs kann man in der Dämmerung Vögel, wie den Whistling Kite (Heliastur sphenurus), den Habichtfalken, den Molukkenibis (Threskiornis molucca), den Königslöffler (Platalea regia), den Schlangenhalsvogel, den Weißhalsreiher, andere Reiher, den Haubenliest, den Rostkehl-Honigfresser (Conopophila rufogularis) oder die Buchstabentaube beobachten. Auch Kurzkopfgleitbeutler und Fuchskusus finden sich an den Wasserstellen ein.

## Einrichtungen und Zufahrt
Wildes Zelten im Park ist erlaubt, aber es gibt keine besonderen Einrichtungen.
Der Park liegt östlich der teilweise unbefestigten Straße von Aramac nach Torrens Creek, ca. 100 Kilometer nördlich von Aramac. Die Nutzung eines allradgetriebenen Fahrzeuges wird angeraten. Selbst kleine Regenmengen können die Pisten im Park dennoch unpassierbar machen.